# Chordodes brevipilus
Chordodes brevipilus är en tagelmaskart som beskrevs av Andreas Schmidt-Rhaesa 2002. Chordodes brevipilus ingår i släktet Chordodes och familjen Chordodidae. Inga underarter finns listade i Catalogue of Life.